# Коцюбинський Флоріан Абрамович
Коцюби́нський Флоріа́н Абра́мович (24 лютого 1921 — 25 березня 1991) — український радянський скульптор, заслужений діяч мистецтв УРСР (1964). Онук Михайла Коцюбинського.

## Життєпис
Флоріан Коцюбинський народився 24 лютого 1921 року в Казані, у родині Ірини Коцюбинської та Абрама Метрика-Данішевського. У 1922 році родина Флоріана Коцюбинського повернулася в Україну, мешкала в містах Городку, Волочиську, Проскурові. У 1930 році родина переїхала до Полтави, де Абрам Данішевський працював у районній прокуратурі. Згодом родина переїхала до Харкова, а потім і до Києва. У Києві Флоріан навчався у художній студії, у 1939 році, після закінчення школи, мав намір вступити до Художнього інституту, але не встиг через наказ наркома оборони Климента Ворошилова про призов до армії випускників шкіл.
Брав участь у Зимовій війни 1940 року (Фінський фронт), у німецько-радянській війні (Західна Білорусь, Брянський та 2-й Прибалтійський фронти). Воював у складі повітряних сил, у батальйоні аеродромного обслуговування, війну закінчив у званні лейтенанта. Демобілізований у 1946 році. Того ж року Флоріан Коцюбинський вступає до Київського художнього інституту. Його вчителем був Михайло Лисенко, товаришами по навчанню — Анатолій Білостоцький, Галина Кальченко, Семен Андрійченко та інші.
Після закінчення інституту у 1952 році деякий час викладав скульптуру у Київській художній школі, згодом навчався в аспірантурі на філософському факультеті (так звана «марксистсько-ленінська естетика»), яку, втім, не закінчив, направивши зусилля на практичну діяльність.
Флоріан Коцюбинський помер в Києві 25 березня 1991 року, похований у Чернігові, на цвинтарі «Яцево».

## Творчість

### Скульптурні портрети
- «Думи молодії. Портрет Т. Шевченка» (1964, Київ)
- Володимира Маяковського (1957)
- Лесі Українки
- Юрія Коцюбинського (1963–1965)
- В. Порика (1965–1968)

### Надгробки
- Павлу Альошину (1961, Лук'янівський цвинтар, Київ)
- Івану Неході (1965, Байкове кладовище, Київ)
- Сидору Ковпаку (1968, Байкове кладовище, Київ)
- Михайлу Коцюбинському (1955, Болдині гори, Чернігів)
- Олександру Лур'є (Лук'янівський цвинтар, Київ)

### Пам'ятники
- Віталію Примакову (1970, Наводницький парк, Київ, демонтований)
- Юрію Коцюбинському (1970, Алея Героїв , Чернігів, демонтований)
- Віталію Примакову (1972, Алея Героїв , Чернігів, демонтований)
- Юрію Коцюбинському (1970, Чернігівський літературно-меморіальний музей-заповідник М. М. Коцюбинського, Чернігів)
- Віталію Примакову (1970, Чернігівський літературно-меморіальний музей-заповідник М. М. Коцюбинського, Чернігів)
- Михайлу Коцюбинському (1974, Чернігівський літературно-меморіальний музей-заповідник М. М. Коцюбинського, Чернігів)

### Скульптурні композиції
- Меморіальний комплекс «Савур-могила» (1967, Донецька область)
- «Мир» — монументальна фігура жінки з голубами, що прикрашає міст через Дніпро поблизу станції метро «Дніпро» у Києві (1964).
- Монумент Слави (1970, Калуш)
- «Як гартувалася сталь» (1978).

## Нагороди
Нагороджений Орденом Червоної Зірки. Заслужений діяч мистецтв УРСР (1964).

## Фотографії

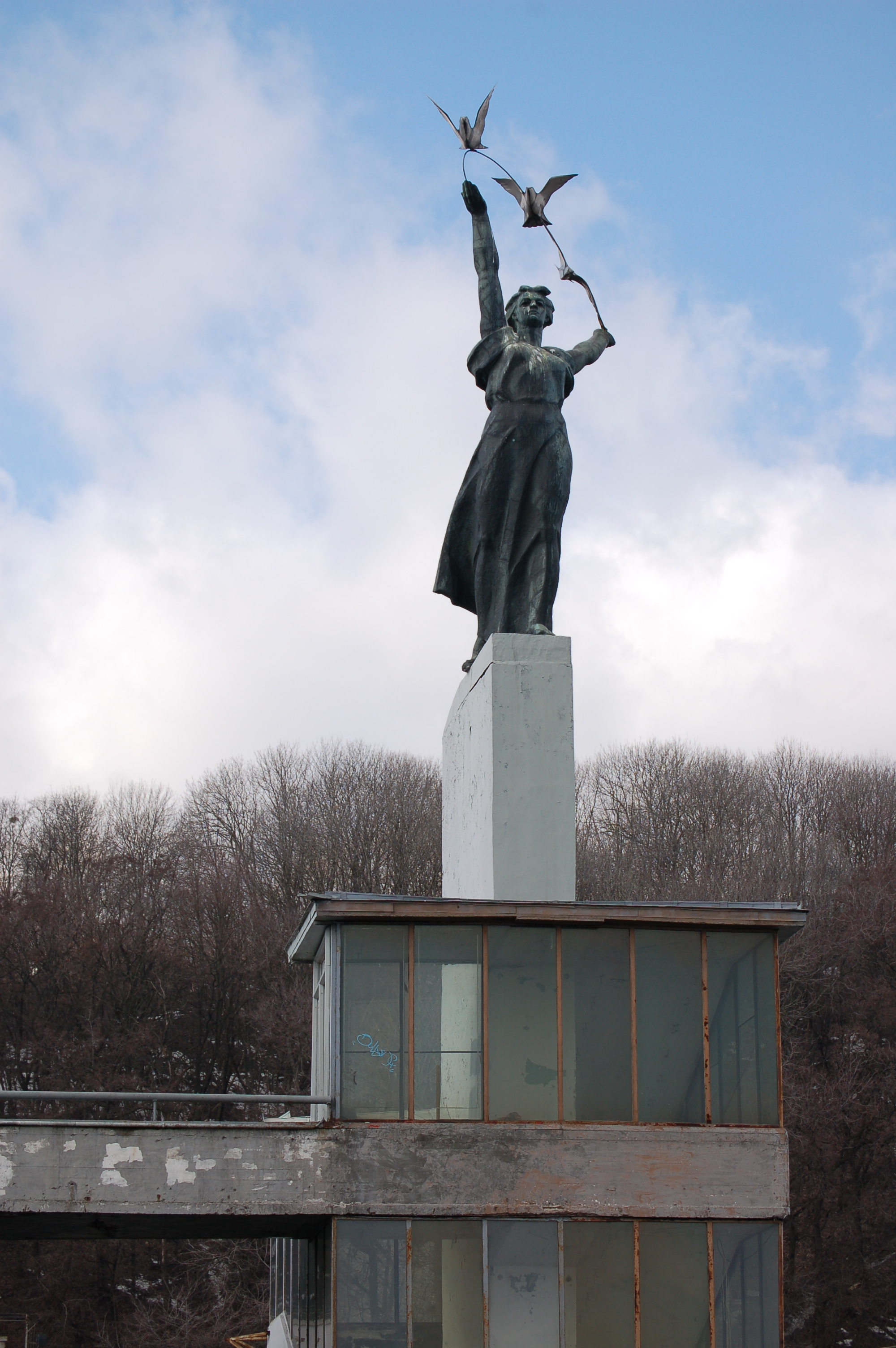
Монументальна скульптура «Мир» на станції метро «Дніпро»
Пам'ятник Віталію Примакову у Наводницькому парку в Києві (демонтований)
Пам'ятник на могилі М. Коцюбинського на Болдиних горах у Чернігові
Погруддя Юрія Коцюбинського на Алеї Героїв у Чернігові (демонтоване)
Погруддя Віталія Примакова на Алеї Героїв у Чернігові (демонтоване)
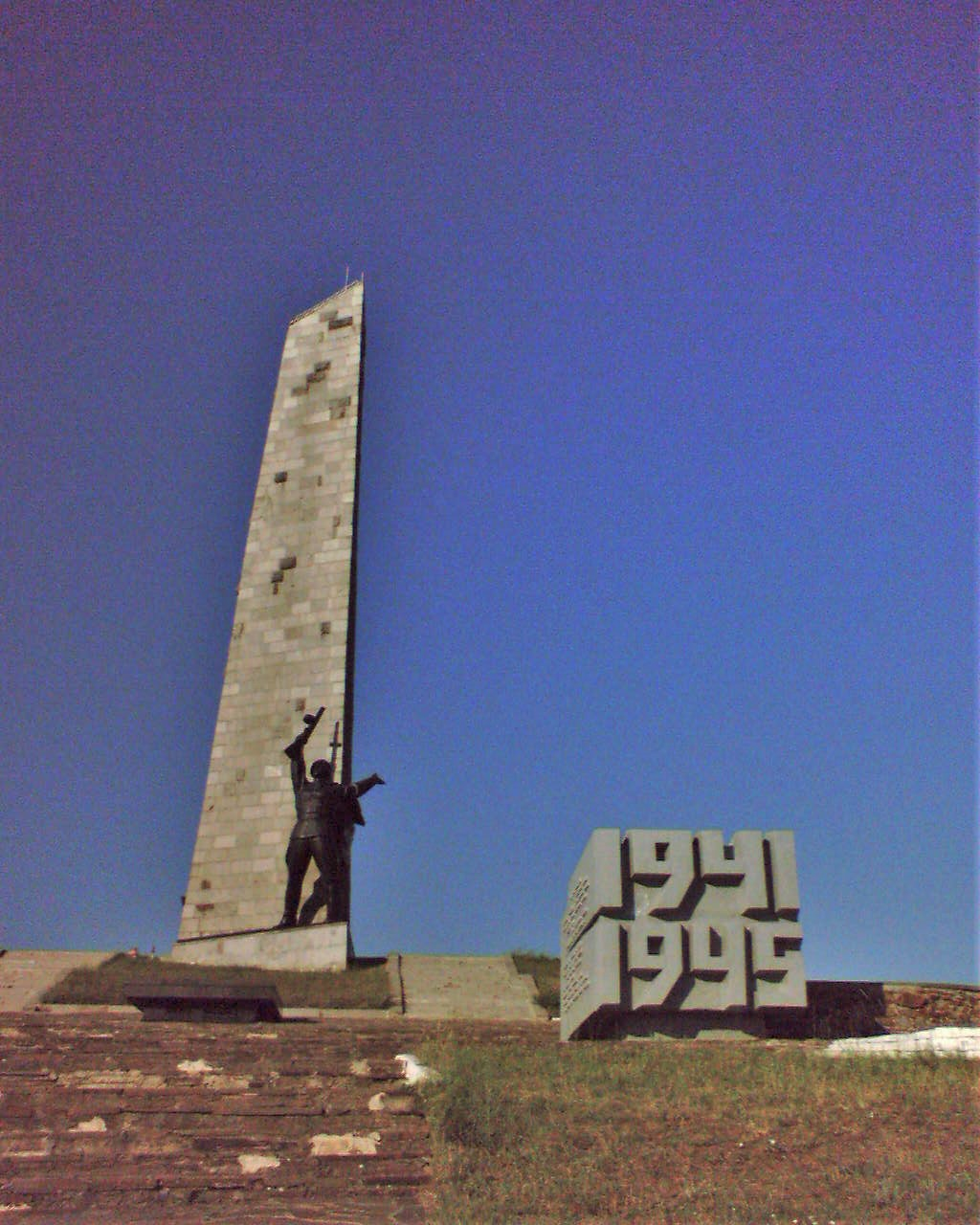
Обеліск на Савур-Могилі (знищено в ході бойових дій 2014 року)
Пам'ятник Михайлу Коцюбинському в Чернігові (музей М. Коцюбинського)
Погруддя Юрія Коцюбинського та Віталія Примакова у Чернігові (музей М. Коцюбинського)